# Tržište
Tržište prema najkraćoj definiciji predstavlja mjesto gdje se susreću ponuda i potražnja.
Kupnja i prodaja se mogu obavljati i bez nazočnosti robe (na burzama i drugim tržištima), pa čak i bez izravnog kontakta kupaca i prodavača, kao pri kupnji prema katalogu, putem telefona, faksa, interneta i slično.
Zbog toga se tržište definira kao stalan i organiziran oblik dovođenja u kontakt ponude s potražnjom roba i usluga. Tržište je istodobno i mehanizam kojim se reguliraju odnosi prodavača i kupaca u uvjetima u kojima sudionici razmjene ili kupoprodaje ostvaruju svoje ciljeve i interese, zbog kojih i stupaju u međusobne odnose.

## Temeljne tržišne strukture
- savršena konkurencija
- monopol
- oligopol
- monopolistička konkurencija

## Savršena konkurencija
Savršeno konkurentno tržište je tržište na kojem sve tvrtke proizvode identične proizvode, a svaka je tvrtka tako mala da njen izbor razine proizvodnje ne utječe na cijelu industriju. 
Ulazak na takva tržišta je lak, ako se ukaže prilika za ostvarivanjem profita. Također, ako počnu gubiti novac izlazak je lak.

#### Pretpostavke savršene konkurencije
Pretpostavke savršene konkurencije su:
- preuzimanje cijena (price taking),
- homogenost proizvoda,
- slobodan ulaz i izlaz.

Preuzimanje cijena: Na tržištu konkuriraju mnoge tvrtke, pa se svaka tvrtka za svaki svoj proizvod susreće s većim brojem izravnih konkurenata. Budući da je prodaja svake pojedinačne tvrtke čini samo manji dio tržišta, njene odluke nemaju nikakvog utjecaja na cijene na tržištu. Stoga svaka tvrtka preuzima tržišne cijene kao zadane. Dakle, na savršeno konkurentskim tržištima pojedinačne tvrtke su preuzimatelji cijena (price-takers).
Preuzimatelj cijena je tvrtka koja nema nikakvog utjecaja na tržišne cijene, pa stoga uzima tržišne cijene kao zadane.
Homogenost proizvoda: Do preuzimanja cijena najčešće dolazi na tržištima gdje tvrtke prodaju identične ili gotovo identične proizvode. Kad su proizvodi svih tvrtki na tržištu savršeno zamjenjivi, odnosno kad su homogeni, nijedna tvrtka ne može podignuti cijene svojeg proizvoda iznad konkurencije bez da joj znatno opadne prodaja.
Većina poljoprivrednih proizvoda je homogena (kukuruz, pšenica, ječam...), kao i nafta, benzin, sirovine poput bakra, željeza, drva, pamuka i slično. Ekonomisti takve homogene proizvode nazivaju robama. Sve ove robe imaju ista svojstva, te ako se neka tvrtke odluči podići cijenu, prodaja će joj opasti.
Slobodan ulaz i izlaz je situacija u kojoj ne postoje ograničenja u vidu posebnih troškova koji bi tvrtki otežali ulaz (izlaz) u neku industriju. Kupci mogu lako zamijeniti jednog dobavljača drugim, a dobavljači mogu neometano izlaziti i ulaziti na tržište. Radi se o ulasku na tržišta u koja pridošlica ne mora ulagati velika sredstva, tako da joj je i izlazak ako počne gubiti novac lagan.
Budući da je pojedinačna konkurentna tvrtka preuzimatelj cijena, krivulja potražnje D s kojom se suočava dana je ravnom crtom.
Kad se pojedinačna tvrtka suoči s vodoravnom krivuljom potražnje, to znači da može prodati dodatnu jedinicu proizvoda bez spuštanja cijena. 
Dodatna jedinica proizvoda povećava ukupne prihode tvrtke za iznos koji je jednak cijeni. 
Krivulja potražnje (D) s kojom se pojedinačna tvrtka suočava na konkurentnom tržištu predstavlja istovremeno tvrtkinu krivulju prosječnog i graničnog prihoda. Uzduž krivulje potražnje, granični prihod, prosječni prihod i cijena imaju iste vrijednosti.
```
D = P = AR = MR
```

Savršeno konkurentna tvrtka treba izabrati razinu proizvodnje pri kojoj je granični trošak jednak cijeni: MC(q) = MR = P
Uvjet za maksimiranje profita glasi:
Granični prihod (MR) je jednak graničnom trošku (MC) u točki u kojoj krivulja graničnog troška raste. Cijena (P) mora biti jednaka ili veća od minimalnog prosječnog varijabilnog troška (AVC).
```
P≥AVC
```

Pravilo o razini proizvodnje: ako tvrtka proizvodi, to bi trebalo biti na razini na kojoj je granični prihod jednak graničnom trošku.
U kratkom roku poduzeće ostvaruje ekstraprofit.
Tvrtka može poslovati s kratkoročnim gubitkom jer očekuje da će zaraditi profit u budućnosti kad cijena njenog proizvoda poraste ili trošak proizvodnje padne.
U kratkom roku dozvoljavamo poduzeću da posluje i s gubitkom u visini FC. 
Sve dok je tržišna cijena P ≥AVC poduzeće treba nastaviti s proizvodnjom.
Pravilo zatvaranja: tvrtka treba zatvoriti pogone kad je cijena njenog proizvoda uz razinu proizvodnje pri kojoj se maksimizira profit manja od prosječnog ekonomskog troška, odnosno prosječnog varijabilnog troška AVC
Da bi se maksimizirao profit potrebno je ispuniti 2 uvjeta:
1. MR = MC → nužni uvjet
```
    Π = TR – TC
    dП / dQ = 0
   dTR / dQ – dTC / dQ = 0
   dTR / dQ = dTC / dQ
```

Kako je dTR / dQ = MR, i dTC / dQ = MC
Slijedi da je : max (TR-TC) u točki (Q) gdje je MR = MC
Obrazac MC = MR ima opće značenje u području maksimalizacije profita i primjenjuje se pri određivanju točke ravnoteže u svim tržišnim stanjima.
2. ( nagib MR) < ( nagib MC) → dovoljan uvjet
```
     d2П / dQ2 = d2TR / dQ2 – d2TC/dQ2
     d2П / dQ2 < 0
     d2TR / dQ2 – d2TC / dQ2 < 0
     d2TR / dQ2 < d2TC / dQ2
```

● Ako je MC<MR ukupni se profit nije maksimizirao i poduzeću se isplati povećati proizvodnju
● Ako je MC>MR razina ukupnog profita se smanjuje i poduzeću se isplati smanjiti proizvodnju
● Ako je MC = MR kratkoročni se profiti maksimiziraju.
Kako je u savršenoj konkurenciji granični prihod MR jednak cijeni P, to znači da će poduzeće maksimizirati profit pri onom obujmu proizvodnje kod kojeg su granični troškovi jednaki cijeni MC = P
Uvjet maksimizacije profita konkurentnog poduzeća u dugom roku:
- p = LRMC, u dijelu gdje LRMC raste
- p ≥ LRATC

● U dugom roku nema fiksnih činitelja proizvodnje → pa nema ni fiksnih troškova.
● U dugom roku, svi su troškovi varijabilni → poduzeće može sve proizvodne inpute prilagođavati zahtjevima proizvodnje.
● Radi povećanja outputa, poduzeće proširuje svoje kapacitete i zapošljava više proizvodnih činitelja.
U dugom roku razina proizvodnje konkurentne tvrtke koja maksimizira profit trebala bi se nalaziti u točki u kojoj su dugoročni granični troškovi (LRMC) jednaki cijeni (P).
Za razliku od kratkog roka, u dugome roku poduzeće ne ostvaruje ekstraprofit, već samo normalan profit:
-	zbog slobodne ulaska/izlaska iz grane, poduzeća privučena ekstraprofitom ulaze u granu
-	krivulja agregatne ponude pomiče se udesno, što uzrokuje pad cijena na tržištu
-	pad cijene postupno smanjuje ekstraprofit i svodi ga na razinu normalnog profita.
Uz pretpostavku zadovoljenja uvjeta maksimizacije profita konkurentnog poduzeća dugog roka (p = LRMC; p≥LRATC):
-	ravnoteža poduzeća dugog roka ujedno je i ravnoteža kratkog roka:
```
p = MR =  AR = d = LRMC = LRATC = SRMC = SRATC
```

-	ravnoteža poduzeća je i najniža točka krivulje LRATC, što znači da nema rasipanja resursa
-	ravnoteža poduzeća je i optimalna razina proizvodnje dugog roka (ekonomija/disekonomija obujma)

## Nesavršena (nepotpuna) konkurencija
Nesavršena (nepotpuna) konkurencija
Nepotpuna konkurencija je takvo stanje na tržištu u kojem postoji jedan ili više subjekt koji mogu utjecati na formiranje cijena i količina koje se nude ili traže. 
Posljedice tog stanja su :
1. previsoke cijene
2. manja potrošnja
3. visoki trškovi
4. manja efikasnost
Tržište nepotpune konkurencije je ono gdje:

1. Postoji mogućnost da cijene određuju kako ponuda tako i potražnja. Pretpostavka te mogućnosti je ograničeni broj privrednih subjekata.

2. Privredni subjekti na tržištu nesavršene konkurencije su price makeri. U svojoj poslovnoj politici se rukovode određivanjem cijena i količina.

3. Postoji veća ili manja ograničenost ulaska i izlaska drugih privrednih subjekata u granu.

4. Za razliku od savršeno konkurentnih poduzeća čija je krivulja potražnje vodoravna krivulja potražnje poduzeća u nepotpunoj konkurenciji je negativnog nagiba.
U nepotpunoj konkurenciji postoji snažna državna intervencija u ekonomske precese. Država može poticati potpunu konkurenciju pomoću protumonopolistčkog zakonodavstva.

### Vrste nesavršene konkurencije

#### Monopol
Oblik nesavršene konkurencije gdje cjelokupnu ponudu kontrolira samo jedno poduzeće.
Javlja se u proizvodnji onih dobara i usluga koji nemaju svojih supstituta.
Javlja se u onim privrednim granama u kojima je ulazak konkurentima veoma otežan ili onemogućen.